# Pierre Troubady
Pierre Troubady, surnommé "Caillou", né le 7 juin 1995, est un céiste français. 

## Carrière
Pierre Troubady remporte la médaille d'or en C2 sprint avec Damien Mareau et en C2 sprint par équipe aux Championnats du monde de descente 2015.
Aux Championnats du monde de descente 2017, il obtient la médaille d'or en C2 sprint par équipe et la médaille de bronze en C2 sprint avec Damien Mareau.
Aux Championnats du monde de descente de canoë-kayak 2021, il est médaillé d'or en C2 par équipe et médaillé de bronze en C2.
Il est médaillé d'argent en C2 sprint avec Hugues Moret aux Championnats du monde de descente de canoë-kayak 2022 ainsi qu'aux Championnats d'Europe de descente de canoë-kayak 2023 à Skopje.
Aux Championnats du monde de descente de canoë-kayak 2023, il est médaillé d'or en C2 sprint par équipe et médaillé de bronze en C2 sprint.